# Hajduk (República de las Dos Naciones)

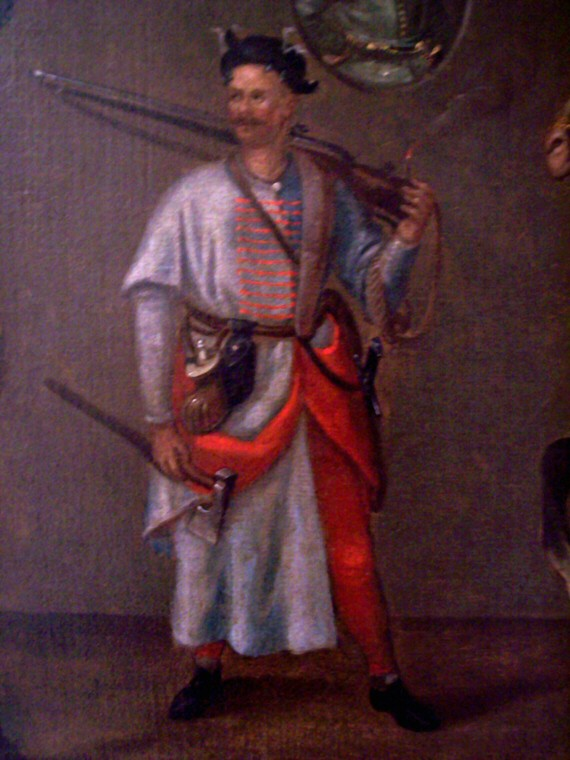
Hajduk - 1620

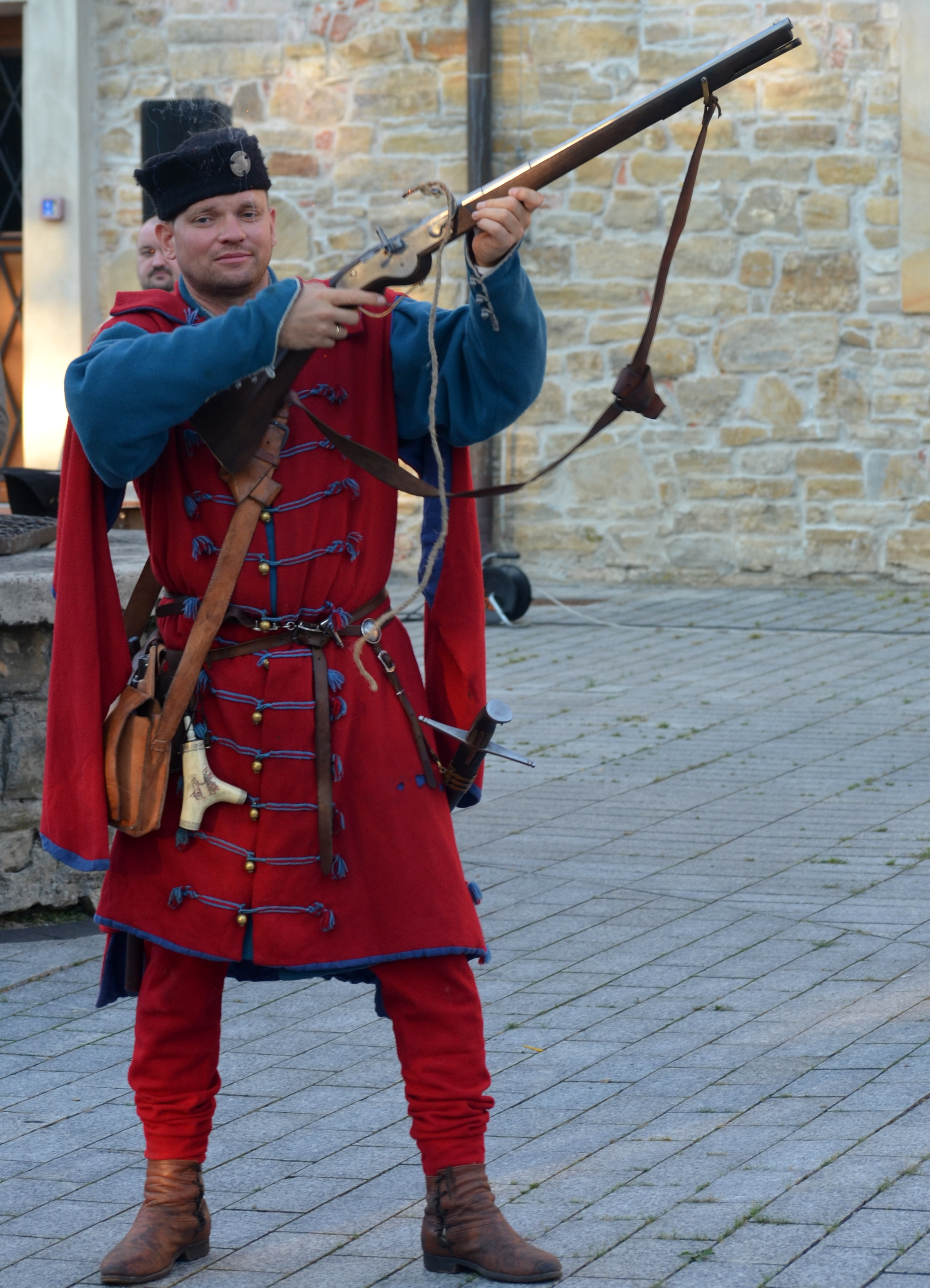
Hajduk - 2020

La palabra hajduk fue introducida en el idioma polaco a través del húngaro a finales del siglo XVI. Se trataba inicialmente de un término coloquial para un tipo de soldado de a pie, de inspiración húngara o turco-balcánica, que fue introducido por el rey Stephen Báthory en la década de 1570, y que constituyó el pilar central del brazo de infantería polaco desde sus orígenes hasta la década de 1630 aproximadamente.
Inusualmente para este período, los hajdúks polaco-lituanos llevaban uniforme, típicamente de paño de lana azul grisáceo, con el cuello y los puños rojos. Su arma principal era el arcabuz. Para el combate a corta distancia también portaban un sable pesado, capaz de cortar las cabezas de las picas y armas de asta enemigas.
Contrariamente a opinión popular, el hacha pequeña a menudo llevaban al cinto (no confundir con la enorme hacha bardiche o berdysz en forma de media luna, que raramente llevaban los hajdúks) no era un arma de combate, sino que tenía el propósito de cortar madera.
A mediados del siglo XVII, la infantería hajduk quedó en gran medida desfasada en la República de las Dos Naciones, siendo reemplazada por mosqueteros de estilo occidental. Aun así, los comandantes o hetmans de la República de las Dos Naciones, como guiño a su pasado, siguieron teniendo una guardia personal uniformada de hajdúks hasta bien entrado el siglo XVIII, incluso aunque estos apenas eran ya empleados como tropas de campo. Imitando a estos guardaespaldas, en el siglo XVIII, algunos miembros ricos de la szlachta contrataron criados domésticos de uniforme a los que llamaron hajdúks, creando así el significado del término ''hajduk'' tal y como se entiende en el polaco actual.